# Кристиансен, Йеспер
Йеспер Рингсборг Кристиансен (дат. Jesper Ringsborg Christiansen; род. 24 апреля 1978, Роскилле) — датский футболист, вратарь. Выступал в составе сборной Дании, за которую провёл 11 матчей.

## Карьера
Кристиансен начал свою карьеру в датских клубах «Роскилле», «Эльстюкке» и «Оденсе». Затем, в возрасте 22 лет, вслед за своим другом Петером Лёвенкрансом он перешёл в шотландский «Рейнджерс», однако не сумев пробиться в основной состав шотландского гранда, и побывав в аренде в клубах «Вайле» и «Вольфсбург» Кристиансен в 2004 году возвратился в Данию. В Дании он становится основным вратарём в «Виборге», а затем в сильнейшем клубе страны «Копенгаген», при этом он трижды подряд признаётся лучшим вратарём Дании. В августе 2009 года получил травму и после этого перестал быть основным вратарём «Копенгагена», уступив место в воротах Юхану Виланду. 2 июля 2010 года перешёл в шведский клуб «Эльфсборг», сумма трансфера составила 670 тысяч евро, контракт рассчитан до конца 2013 года. Основной причиной перехода Кристиансен назвал недостаток игрового времени в «Копенгагене».
Йеспер Кристиансен был в составе национальной сборной на чемпионате мира 2002, но ни разу не вышел на поле, дебют Кристиансена в сборной произошёл лишь 2 июня 2005 года в матче со сборной Финляндии. На чемпионате мира 2010 был включён в заявку в качестве третьего вратаря. Всего в составе сборной Кристиансен провёл 11 матчей.

## Статистика

### Матчи Кристиансена за сборную Дании
| Матчи Кристиансена за сборную Дании | Матчи Кристиансена за сборную Дании | Матчи Кристиансена за сборную Дании | Матчи Кристиансена за сборную Дании | Матчи Кристиансена за сборную Дании | Матчи Кристиансена за сборную Дании |
| ----------------------------------- | ----------------------------------- | ----------------------------------- | ----------------------------------- | ----------------------------------- | ----------------------------------- |
| №                                   | Дата                                | Соперник                            | Счёт                                | Пропущено голов                     | Соревнование                        |
| 1                                   | 2 июня 2005                         | Финляндия                           | 1:0                                 | —                                   | Товарищеский матч                   |
| 2                                   | 12 октября 2005                     | Казахстан                           | 2:1                                 | 1                                   | Чемпионат мира 2006 (отбор)         |
| 3                                   | 27 мая 2006                         | Парагвай                            | 1:1                                 | 1                                   | Товарищеский матч                   |
| 4                                   | 31 мая 2006                         | Франция                             | 0:2                                 | 2                                   | Товарищеский матч                   |
| 5                                   | 7 октября 2006                      | Северная Ирландия                   | 0:0                                 | —                                   | Чемпионат Европы 2008 (отбор)       |
| 6                                   | 11 октября 2006                     | Лихтенштейн                         | 4:0                                 | —                                   | Чемпионат Европы 2008 (отбор)       |
| 7                                   | 28 марта 2007                       | Германия                            | 1:0                                 | —                                   | Товарищеский матч                   |
| 8                                   | 22 августа 2007                     | Ирландия                            | 0:4                                 | 4                                   | Товарищеский матч                   |
| 9                                   | 29 мая 2008                         | Нидерланды                          | 1:1                                 | 1                                   | Товарищеский матч                   |
| 10                                  | 12 августа 2009                     | Чили                                | 1:2                                 | 2                                   | Товарищеский матч                   |
| 11                                  | 27 мая 2010                         | Сенегал                             | 2:0                                 | —                                   | Товарищеский матч                   |

Итого: 11 матчей / пропущено 11 голов; 5 побед, 3 ничьи, 3 поражения.

## Достижения
Клубные:
- Чемпион Дании (4): 2005/06, 2006/07, 2008/09, 2009/10
- Обладатель Кубка Дании: 2008/09
- Победитель Королевской лиги: 2005/06

Личные:
- Лучший вратарь Дании (3): 2005, 2006, 2007